# Казунгула (Замбия)
Казунгула (Касунгула; англ. Kazungula) — небольшой приграничный городок в Южной провинции Замбии, расположенный на северном берегу реки Замбези примерно в 70 километрах (45 миль) к западу от Ливингстона. Находится на границе 4 стран (Замбия, Ботсвана, Зимбабве и Намибия).

## Местонахождение
В настоящее время принято решение о том, что смежные международные границы содержат два отрезка, соединённые короткой линией длиной около 150 метров, образующей границу между Замбией и Ботсваной. Постоянно изменяющиеся каналы рек и отсутствие каких-либо известных соглашений, рассматривающих этот вопрос до 2000 года, приводили к некоторой неопределённости пограничного вопроса в прошлом.
Некоторое время в 1960х годах ходил паром , соединявший Ботсвану и Замбию, вызывавший протесты ЮАР и Южной Родезии 
Река Чобе, которая разделяет Намибию и Ботсвану, расположена вблизи Казунгулы.
Казунгула также является административным центром одноимённого района Замбии, население которого составляет 68 тыс человек.

## Транспорт
Казунгула расположена рядом с городами Ботсваны, до которых можно добраться на пароме мощностью 70 тонн, это один из самых больших паромов в этом районе. Два моторизованных понтона курсируют между таможенными постами на каждой стороне Замбези. Из-за опрокидывания парома в 2003 году, в 2007 году правительства двух стран объявили о строительстве пограничного моста.
10 мая 2021 года мост был построен.